# Okruglolisna iglica
Okruglolisna iglica (lat. Geranium rotundifolium) je vrsta jednogodišnje biljke iz porodice Geraniaceae. Imaju samoodrživ oblik rasta i povezani su sa slatkovodnim staništima. Imaju jednostavne, široke listove. Pojedini primjerci mogu narasti do 20 cm visine.

## Vanjske poveznice
|  | Zajednički poslužitelj ima stranicu o temi Geranium rotundifolium    |
|  | Zajednički poslužitelj ima još gradiva o temi Geranium rotundifolium |
|  | Wikivrste imaju podatke o taksonu Geranium rotundifolium             |